# Стара Велика България
 Тази статия е за държавата от VII век.  За модерната националистическа концепция вижте Велика България (политическа концепция).  За други значения вижте Велика България (пояснение).
Стара Велика България (на гръцки: Η παλαιά μεγάλη Βουλγαρία, ἣ παλαιά μεγάλη Βουλγαρία hē palaia megalē Boulgaria; на латински: Magna Bulgaria, Patria Onoguria; на византийски гръцки: Παλαιά Μεγάλη Βουλγαρία, Palaiá Megálē Boulgaría), както е наричана от византийските автори, по-рядко Оногурия (Patria Onoguria), е ранносредновековна държава с владетели Кубрат и Батбаян, съществувала около 35 г. след 632 г. в зоната на Северното Причерноморие – днешна Украйна и Южна Русия. В някои източници Фанагория се сочи като столица на държавата. Това предположение се основава на хрониката на Теофан Изповедник, според която градът е населен с евреи, но не се подкрепя от археологическите данни.
Тя представлява военно-племенен съюз на прабългарите и сродните им племена, дотогава подчинени на Аварския и Западнотюркския хаганат при граници: на изток – река Кубан, на юг – Азовско и Черно море (без Южен Крим), на запад – река Днепър, на север – река Донец.

## Исторически източници
Основните източници за историята на Стара Велика България са хрониките на Йоан Никиуски от VI век и по-късно на патриарх Никифор и Теофан Изповедник, писани в началото на IX век, като се предполага, че и двете са използвали общ по-ранен първоизточник. Украинският историк Комар прави критичен анализ на хрониката на Никифор, като се опитва да докаже, че държавата изобщо не е съществувала, но тази хипотеза се отхвърля от повечето историци.
Някои подробности за Кубрат и отношенията му с Империята се съдържат в етиопски превод на хрониката на Йоан Никиуски, а прабългарските племена през VII век са изброени в арменската географска книга „Ашхарацуйц“. Унищожаването на Велика България е описано в запазено писмо от известната Кеймбриджка преписка на хазарския хаган Йосиф.

## История
Края на VI век прабългарите образуват начело с Органа (Орхана) т. нар. „Велико българско царство“ на територията на реките Дон и Волга, което на запад е влияно от аварите и на изток от Западнотюркския хаганат. Орхана като оногур-хун има традиционно още „остригана глава“, но днес се смята за първия хан на „прабългарите“. Техният владетелски списък води обаче много назад и Ернах (синът на Атила) се смята за основател.
Хан Органа застава около 610 г. начело на прабългарското племе утигури и през 617 г. успява да обедини утигурите с другото прабългарско племе кутригури. През 619 г. той отива в Константинопол и сключва военно политически съюз с Византия. През 628 г. Органа и племенникът му Кубрат от рода Дуло възстават против Аварския хаганат. През 629 г. те се освобождават, но все още са зависими от Западнотюркския хаганат. През 632 г. Оногурия се отделя от Западнотюркския хаганат и като владетел остава Кубрат, който според Йоан Никиуски през юношеските си години е израсъл в Константинопол и е бил покръстен като дете, и е „приятел“ на тогавашния византийски император.
Знае се от византийски хроники, че хан Кубрат, малко след като се възкачва на българския трон, побеждава аварите, като се предполага, че това е станало в периода между 632 – 636 г. По времето на Кубрат се строят нови крепости и се основават нови градове. През 648 г. хан Кубрат побеждава значителна арабска войска от около 20 000 войни под командването на Абд-ел-Рахмани (според летописите на ал-Табари) навлиза от юг през Кавказ, минава прохода Дебрен и нахлува в земите на барсилите, по това време част от Стара Велика България. От 650 г. започват постоянни набези от страна на новосъздадената държава на хазарите, Хазарски хаганат. С течение на годините войната между прабългари и хазари се изостря, докато накрая хазарите изтласкват хегемонията на Стара Велика България през 668/671 г.
Хронологично първоначално Кубрат е владетел само на прабългарските племена утигури и кутригури, но през годините успява да обедини в обща държава и други народи, като оногури, сувари, барсили, купи прабългари, алани, анти и други.
През 632 г. Кубрат сключва мирен договор с византийския император Ираклий. Според Теофан Изповедник преди смъртта си Кубрат съветва петимата си синове Батбаян, Котраг, Аспарух, Алцек и Кубер да не се разделят, за да се защитават по-успешно от другите народи, но те не успяват да спазят заръката му. Кубрат умира около 665 г. Най-големият му син Батбаян поема управлението на Велика България, но тя се разпада окончателно, вероятно от 665 до 668 г. През 668 г. държавата, която владее Батбаян, попада под хазарска зависимост. В последствие областта е известна в средновековните хроники като Кара Булгар.